# Центр гимнастики Ариакэ
Центр гимнастики Ариакэ (яп. 有明体操競技場) — это временное спортивное сооружение, расположенное на юге японской столицы Токио, точнее в квартале Ариакэ района Кото в Токио.
Центр построен к началу Олимпиады 2020. В этом спортивном сооружении прошли соревнования по спортивной и художественной гимнастике и прыжкам на батуте, а также состязания в бочче паралимпийских игр..
После турнира арена будет работать как выставочный зал около 10 лет.

## Строительство
Дизайнерский проект был осуществлён японским архитектурно-дизайнерским бюро Nikken Sekkei Co., Ltd. Строительство объекта началось в 2017 году и завершено 25 октября 2019 г. Здание имеет 3 надземных этажа, площадь застройки 21 261 квадратный метр и общую площадь 39 194 квадратных метра. В зале около 12 000 мест.

## Спортивные соревнования
- 2019 — 34-Й ЧЕМПИОНАТ МИРА ПО ПРЫЖКАМ НА БАТУТЕ